# Horní Habartice
Horní Habartice là một làng thuộc huyện Děčín, vùng Ústecký, Cộng hòa Séc.